# Сиріл Баяла
Сиріл Баяла (фр. Cyrille Bayala; нар. 24 травня 1996, Уагадугу) — буркінійський футболіст, півзахисник молдовського клубу «Шериф». 
Виступав, зокрема, за клуби «Ель-Дахлея», «Сошо» та «Ланс», а також національну збірну Буркіна-Фасо.

## Клубна кар'єра
Народився 24 травня 1996 року в місті Уагадугу. Вихованець футбольної школи клубу «Фасо-Єнненга». Дорослу футбольну кар'єру розпочав в основній команді того ж клубу. 
Своєю грою за цю команду привернув увагу представників тренерського штабу клубу «Ель-Дахлея», до складу якого приєднався 2014 року. Відіграв за каїрську команду наступні два сезони своєї ігрової кар'єри. Більшість часу, проведеного у складі «Ель-Дахлея», був основним гравцем команди.
До складу клубу «Шериф» приєднався 2016 року. Відтоді встиг відіграти за тираспольський клуб 10 матчів в національному чемпіонаті.

## Виступи за збірну
У 2013 році дебютував в офіційних матчах у складі національної збірної Буркіна-Фасо. Наразі провів у формі головної команди країни 41 матч, забивши 4 голи.
У складі збірної був учасником Кубка африканських націй 2017 року у Габоні.

## Досягнення
- Чемпіон Молдови (1) :

«Шериф»: 2016-17.
- Володар Кубка Молдови (2):

«Шериф»: 2016-17, 2024-25.
Збірні
- Бронзовий призер Кубка африканських націй: 2017